# جیمی کالینز (بازیکن فوتبال، زاده ۱۹۱۱)
جیمی کالینز (انگلیسی: Jimmy Collins; ۱۳ ژانویهٔ ۱۹۱۱ – ۱۹۸۳ (۷۱−۷۲ سال)) بازیکن فوتبال اهل بریتانیا بود.
از باشگاه‌هایی که در آن بازی کرده‌است می‌توان به باشگاه فوتبال کاردیف سیتی، باشگاه فوتبال لیورپول، و باشگاه فوتبال استوک‌پورت کانتی اشاره کرد.